# Frente Nacional Somali
Frente Nacional Somali foi um movimento político e uma milícia armada da Somália inicialmente composta por partidários ao ex-presidente da Somália, Siad Barre, aos remanescentes das forças do Exército Nacional da Somália após sua saída do cargo, bem como membros de seu clã, os Marehan. A intenção e objetivo da Frente Nacional Somali era recapturar Mogadíscio e restabelecer o regime de Barre.
Mais tarde, sob o general Omar Hagi Masallah, o Frente Nacional Somali uniu o clã Marehan com os outros clãs Darod liderados pelo general Mohammed Said Hersi Morgan, e depois tentou conquistar a região em torno de Kismayo para formar o distrito autônomo de Jubaland.